# Рентабельность применённого капитала
Рентабельность применённого (вложенного, задействованного или использованного) капитала (англ. return on capital employed, ROCE) — финансовый коэффициент, применяемый в финансовом анализе, анализе по оценке рыночной стоимости (англ. valuation) и бухгалтерском учёте компаний. Показатель применяется для сравнения относительной прибыльности компаний с учётом задействованного в них капитала.

## Расчет
Рентабельного применённого капитала рассчитывается следующим образом:
ROCE = Прибыль до вычета процентов и налогов (EBIT)/Задействованный капитал (выражается в %)
Он аналогичен рентабельности активов (ROA), но при этом учитываются источники финансирования.
Применённый (задействованный) капитал в знаменателе есть чистые активы, в отличие от совокупных активов, используемых при расчёте рентабельности активов. Несмотря на наличие различных определений задействованного капитала, наиболее часто он интерпретируется как капитальные вложения, необходимые для функционирования компании. Как правило, он представляется как совокупные активы за вычетом текущих обязательств (или основные средства плюс необходимый объем оборотных средств компании, который индивидуален для каждой компании исходя из частоты входящих платежей и величины операционных расходов).
Задействованный капитал = Совокупные активы - Текущие обязательства
Задействованный капитал = Основные средства + Оборотный капитал = Основные средства + (Текущие активы - Текущие обязательства)
При расчёте ROCE, в качестве задействованного капитала используются отчётные данные на конец периода. Однако, возможен также расчёт рентабельности усреднённого применённого капитала (англ. return on average capital employed, ROACE) на основе средних значений задействованного капитала на начало и конец периода.

## Применение
ROCE используется для оценки способности компании прибавить в стоимости, используя свои активы и заёмные средства. Компании создают стоимость только при достижении рентабельности капитала, превышающей средневзвешенную стоимость капитала (WACC). Компания, владеющая значительной земельной собственностью, будет иметь меньшее значение ROCE по сравнению с компанией, не обладающей значительной земельной собственностью, но генерирующей одинаковую величину прибыли.
В целом, с помощью ROCE можно дать оценку прироста в стоимости компании за счёт её активов и снижение стоимости компании за счёт наличия у неё обязательств.

### Недостатки
Основным недостатком ROCE является то, что он даёт оценку рентабельности на основе балансовой стоимости активов компании. По мере того, как эти активы амортизируются, значение ROCE будет расти, даже если денежный поток останется прежним. Следовательно, компании, ведущие свою деятельность на протяжении длительного времени и как следствие имеющие множество уже амортизированных активов, как правило, имеют более высокие значения ROCE, чем новые и наиболее эффективные предприятия. Кроме того, несмотря на то, что инфляция оказывает влияние на денежные потоки, балансовая стоимость не испытывает никакого влияния инфляции. Следовательно, в то время как доходы увеличиваются с ростом инфляции, применённый (используемый) капитал, как правило, не увеличивается в стоимости (поскольку инфляция не влияет на балансовую стоимость активов).